# Тени Гобустана
«Тени Гобустана» (азерб. Gobustan kölgələri) — одноактный балет в четырёх сценах, написанный в 1969 году. Либретто — Вячеслав Есьман и Максуд Мамедов. Музыка азербайджанского композитора Фараджа Караева.

## История
Премьера балета состоялась в мае 1969 года в Баку, в Азербайджанском академическом театре оперы и балета им. М. Ф. Ахундова. Балетмейстеры-постановщики — Рафига Ахундова и Максуд Мамедов, художник — Тогрул Нариманбеков, дирижёр — Рауф Абдуллаев. В этом же году балет был представлен в театре Елисейских Полей в Париже, на Международном фестивале танцев. После этого балет несколько лет ставился на азербайджанской сцене, а после сошёл с репертуара и был практически утерян, поскольку сгорела единственная киноплёнка с этой постановкой.
В 2013 году балет был восстановлен. Помощь в восстановлении постановки оказали первоначальные хореографы — народная артистка Азербайджана, балетмейстер Рафига Ахундова и Максуд Мамедов. Были также приглашены британский хореограф Максин Брэм, её помощник из Италии Франческо Манджаказале, дизайнер по свету Томас Хейз (США). Премьера новой постановки балета состоялась 31 мая 2013 года под открытым небом, в Гобустанском национальном историко-художественном заповеднике, в рамках II Всемирного форума по межкультурному диалогу. Сцену установили прямо посреди скал, а некоторые партии танцоры изображали прямо на скалах, куда периодически проектировались и визуальные инсталляции.

## Описание
Балет состоит из плавно перетекающих друг в друга частей — развернутых картин «Огонь», «Солнце», «Охота» и «Художник». В первых трёх частях вместе с хороводами, элементами танца «Яллы» проступают индивидуальные черты и отношения  персонажей, их характеры и чувства. Артисты балета играют охотников, их костюмы стилизованы под обнажённое тело. Пытаясь поймать добычу, герои балета сопротивляются то опаляющему их пламеню, то проливным ливням, гасящим их огонь. В четвёртой части выступает некий художник, рисующий сцены своих будней режущим инструментом.